# Habropogon parappendiculatus
Habropogon parappendiculatus là một loài ruồi trong họ Asilidae. Habropogon parappendiculatus được Weinberg & Tsacas miêu tả năm 1973. Loài này phân bố ở vùng Cổ Bắc giới.